# Бишвамварпур
Бишвамва́рпур (бенг. বিশ্বম্ভরপুর, англ. Bishwamvarpur) — город на северо-востоке Бангладеш, административный центр одноимённого подокруга. Площадь города равна 5,48 км². По данным переписи 2001 года, в городе проживало 1944 человека, из которых мужчины составляли 54,06 %, женщины — соответственно 45,94 %. Плотность населения равнялась 355 чел. на 1 км². Уровень грамотности взрослого населения составлял 42,2 % (при среднем по Бангладеш показателе 43,1 %).